# Джей Конрад Левінсон
Джей Конрад Левінсон (англ. Jay Conrad Levinson; 10 лютого 1933, Детройт — 10 жовтня 2013) — американський маркетолог, викладач, рекламіст і письменник. Найбільш відомий як автор книжки «Партизанський маркетинг».

## Біографія
Народився в місті Детройт, виріс в Чикаго. Навчався в Колорадському університеті. Працював в американському рекламному агентстві Leo Burnett Worldwide, де був співавтором багатьох ефективних рекламних кампаній і стратегій, зокрема Чоловік Мальборо.

## Партизанський маркетинг
Джей Левінсон ввів в обіг термін «партизанський маркетинг» (англ. Guerrilla marketing), що позначає малобюджетні способи реклами і маркетингу які дозволяють ефективно просувати свій товар або послугу, залучати нових клієнтів і збільшувати свій прибуток, не вкладаючи або майже не вкладаючи грошей. Першим і найвідомішим твором, де він описав дану концепцію і склав список інструментів, є книга «Партизанський маркетинг», що була видана в 1984 році. Книжка була визнана газетою Таймс однією з найкращих 25 бізнес-книг виданих будь-коли. Джей Левінсон всю решту життя присвятив розвитку даної темі і написав загалом близько 20 книг.